# Modaka

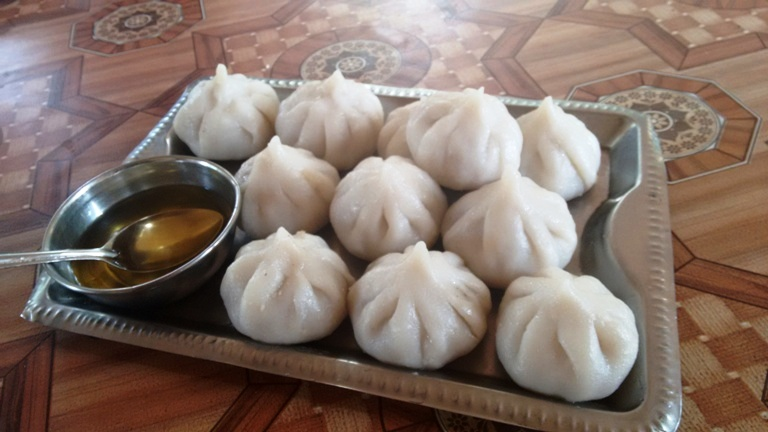
Gedämpfte Modakas aus Maharashtra – gefüllt mit einer süßen Füllung aus Kokosnuss und Jaggery

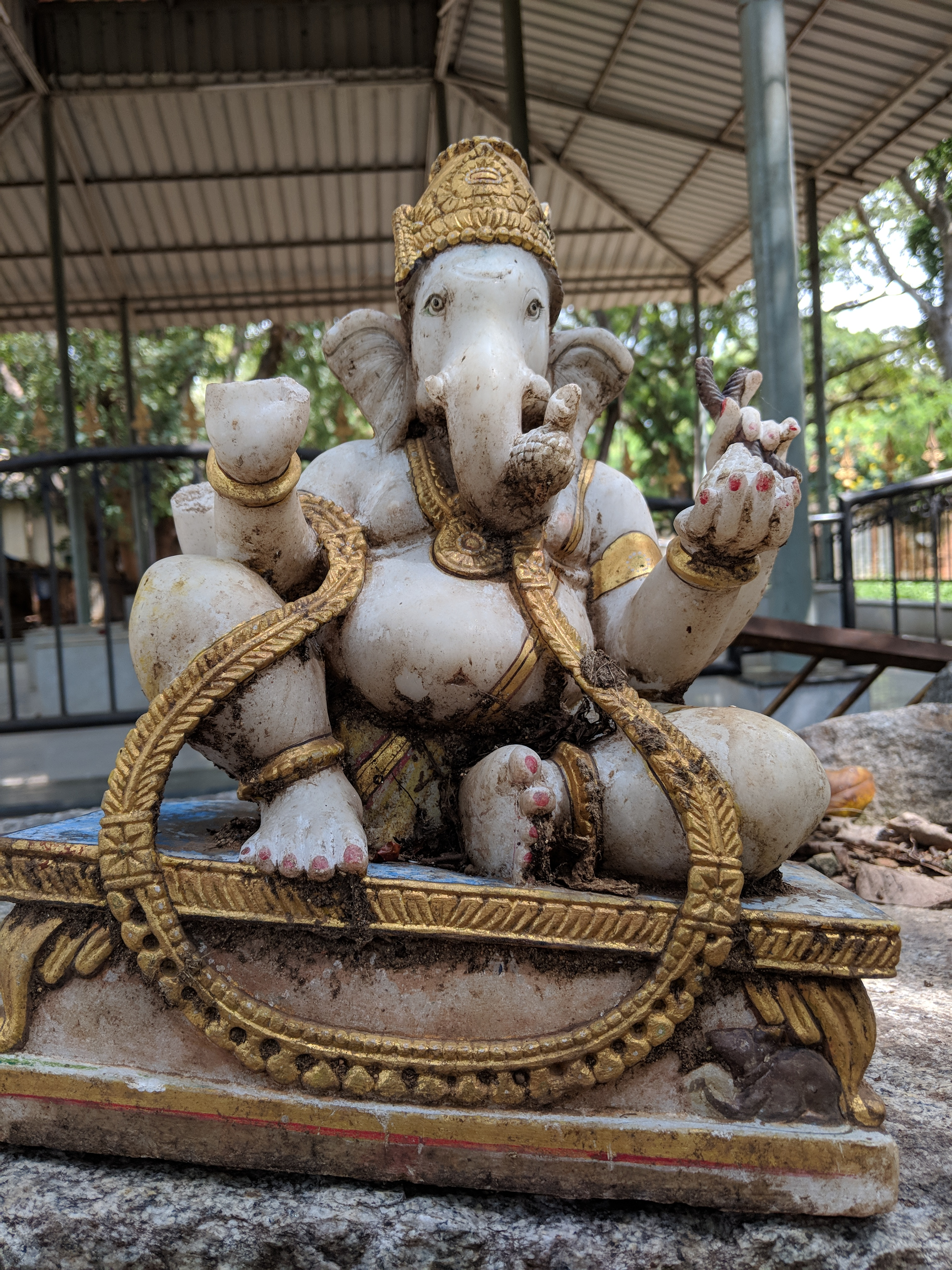
Ganesha mit einem Modaka in der Hand

Modaka ist eine Teigtasche, die besonders in West- und Südindien beliebt ist. Der Teig besteht aus Reis- oder Weizenmehl und wird mit Kokosraspeln und Jaggery gefüllt, auch mit gehackten Nüssen (oft Cashewnüsse), manchmal Khoa (auch Khoya) und Kardamompulver. Moderne Versionen enthalten Zutaten wie Schokolade, Mango, Mandeln, Panir, Tomaten und Datteln. Modakas können gedämpft oder frittiert werden. Dazu wird üblicherweise Ghee (geklärte Butter) serviert.
Durch eine Erwähnung im medizinischen Kompendium von Sushruta kann diese Süßigkeit sicher seit etwa 870 n. Chr. nachgewiesen werden. Eine Erwähnung von mōdagam im alttamilischen Gedicht Maduraikkanchi macht seine Existenz jedoch schon im 5. Jh. wahrscheinlich. Die Enzyklopädie Manasollasa von ca. 1230 erwähnt eine spezielle Sorte davon namens „Hagelkornkugel“ (Sanskrit वर्षोपलगेलक IAST varṣopalagolaka) aus Reismehl, Zucker, und Gewürzen wie Kardamom und Kampfer. Allerdings unterscheiden die mittelalterlichen Sanskrittexte nicht genau zwischen Modaka und Laddu, einer ebenfalls kugelrunden Süßspeise aus Sesam oder Kichererbsenmehl.
Eine verwandte Süßigkeit der feigenförmigen Modakas sind die sichelförmigen Karanji.

## Tradition und Legende
Modakas sind das Lieblingsessen der elefantenköpfigen Hindu-Gottheit Ganesha, der oft mit einem Modaka in einer seiner vier Hände dargestellt wird. Einer seiner Beinamen ist deshalb modakapriya und bedeutet "jemand, der Modakas liebt". Das Festival Ganesh Chaturthi zu Ehren von Ganesh endet immer damit, dem Bild der Gottheit 21 Modakas anzubieten. Nach der Zeremonie werden Modakas an die Gläubigen verteilt.
Allerdings ist die Unterscheidung zwischen Modaka und Laddu auch heute nicht immer strikt. Die Webseite des Bombayer Ganeshtempels Siddhivinayak, der viel von Bollywood-Prominenz besucht wird, beschreibt sein Ganeshidol als mit einem Modaka in der Hand, aber als Prasad (vom Gott gesegnete Speise) werden Laddus verteilt.
Das Modaka wird mit dem Mond verglichen, wobei seine Segmente die Mondphasen darstellen. Ganesha, der gerne viele Süßigkeiten isst, soll einmal den Mond verflucht haben, weil er sich über ihn lustig gemacht hatte. Seither wächst und schwindet der Mond, verliert regelmäßig seine Schönheit und verschwindet manchmal ganz.
Mit dem esoterischen Buddhismus gelangte die Ganeshaverehrung im 9. Jahrhundert bis Japan, wo Ganesha unter dem Namen Kangiten angerufen wird. Auch in Japan werden Kangiten dem Modaka sehr ähnliche Süßigkeiten namens 唐菓子 (tōgashi, wörtlich „chinesisches Konfekt“) oder 唐果物 (Karakudamono, wörtlich „China-Obst“) angeboten, die schon im Roman Genji monogatari (um 1000 n. Chr.) vorkommen. Aus der gleichen Zeit findet sich der Eintrag „modaka“ in einem japanischen Wörterbuch.

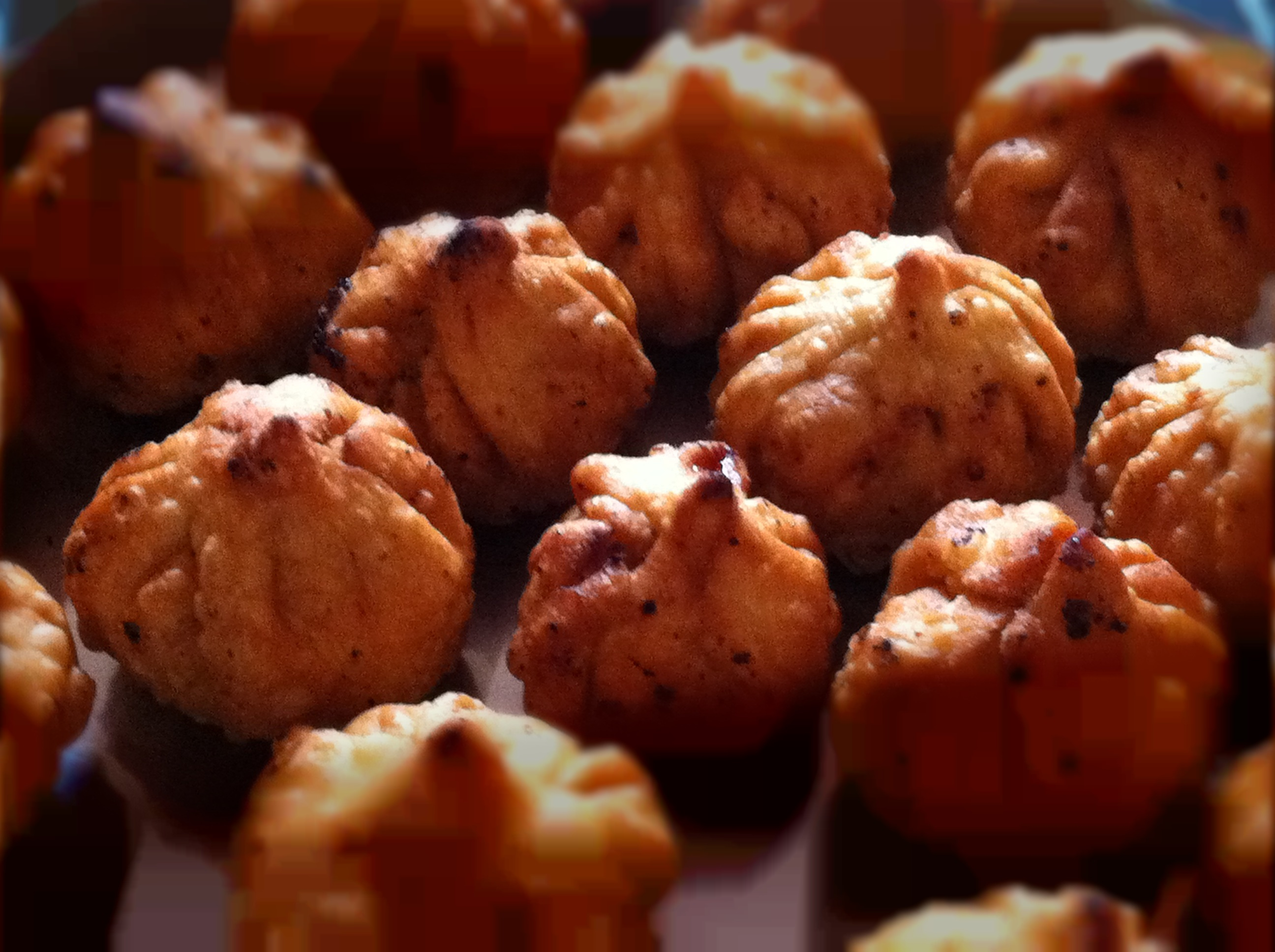
Frittierte Modakas
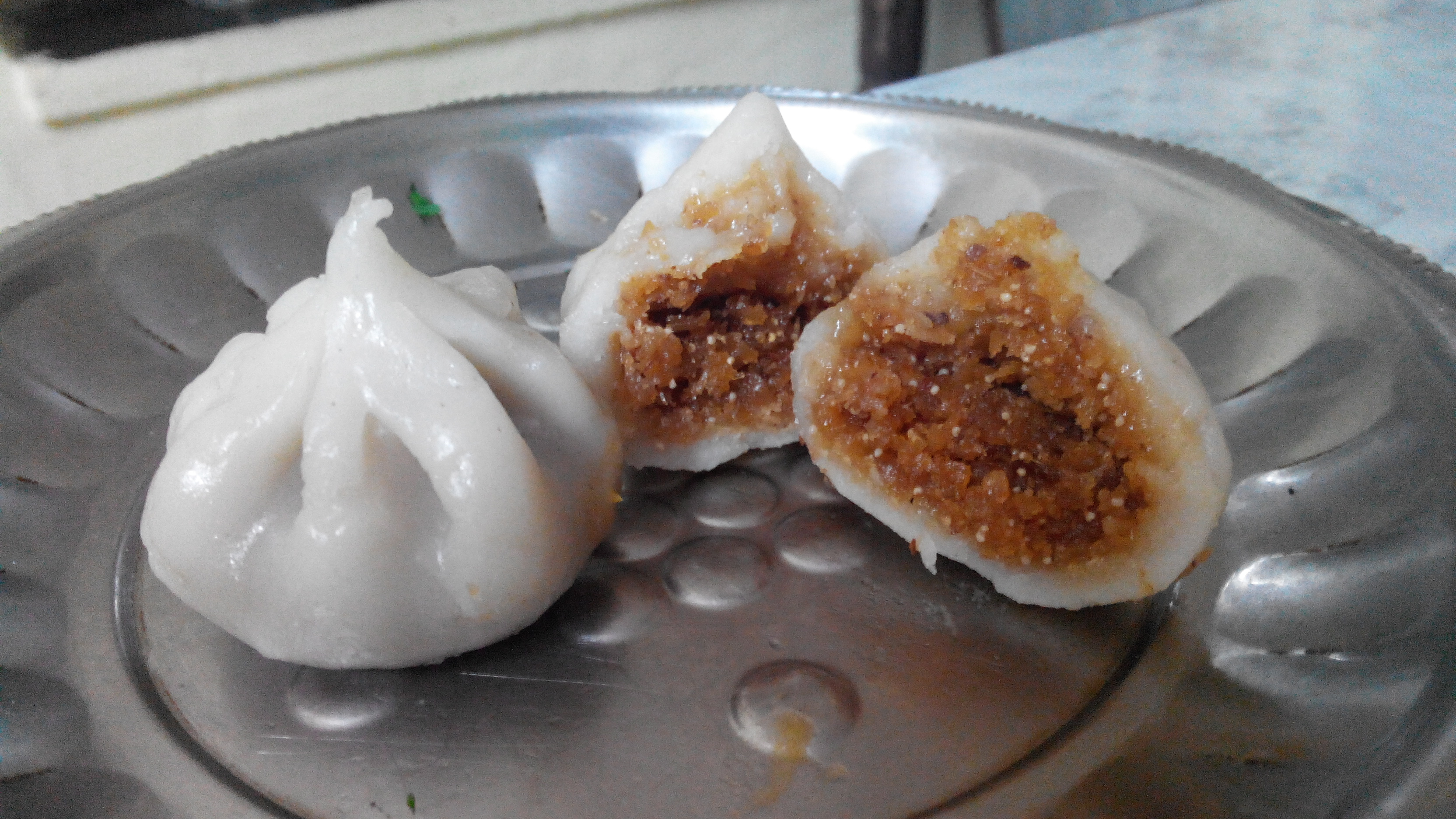
Gedämpfte Modakas, ganz und aufgeschnitten
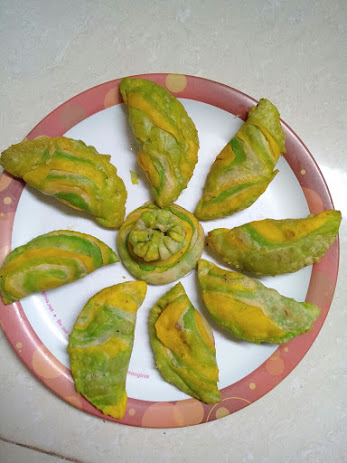
Karanji – eine Süßigkeit, die speziell an Ganesh-Tagen hergestellt wird aus Khoya, Gulkand (Rosenblätter), Zucker, Kokosnuss, Öl und Suji (Grieß).
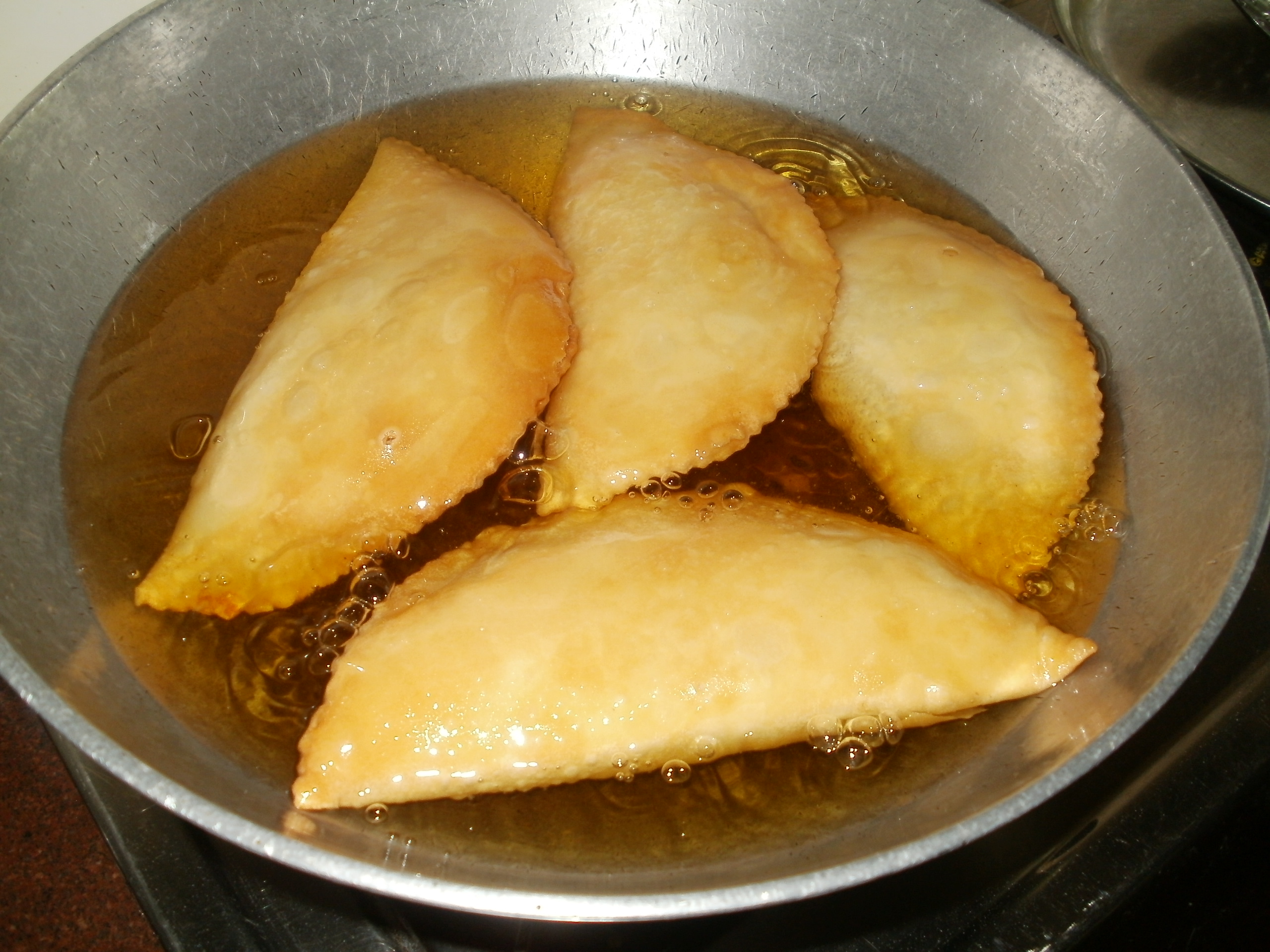
Fritierte Karanji